# Casa dei Crescenzi
La Casa dei Crescenzi, precedentemente nota come Tor Crescenzia, Tor Monzone, Casa di Cola di Rienzo e Palazzo di Pilato, è un'antica residenza medievale di Roma, situata nel Foro Boario, nel rione Ripa, su Via Luigi Petroselli, collocato tra il Tempio di Portuno  e il nuovo Palazzo dell'Anagrafe, in un contesto urbanistico completamente diverso da quello in cui era inserito fino agli anni 1930.

## Storia

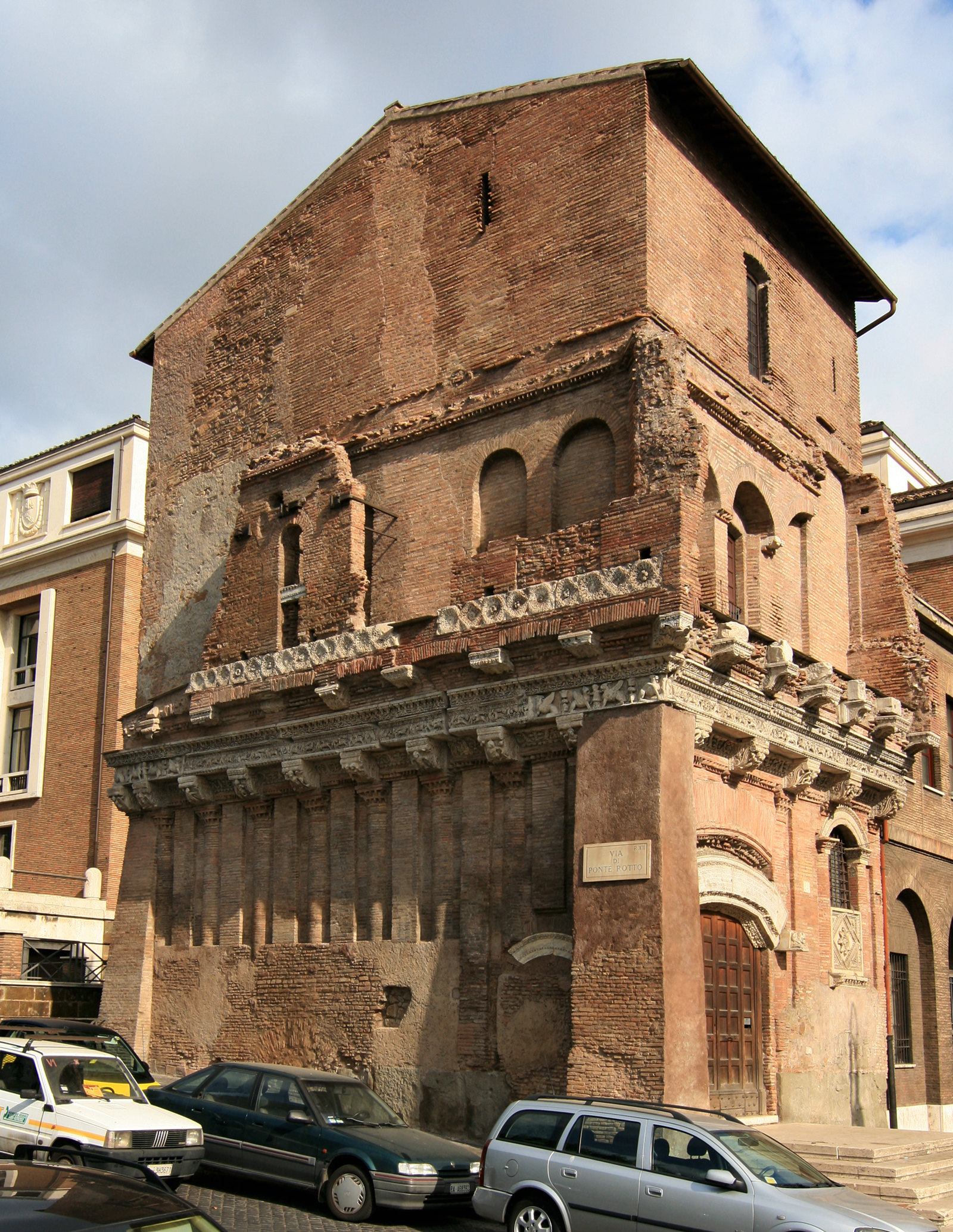
Prospetto laterale.

L'edificio fu costruito tra il 1040 e il 1065 da un Niccolò, figlio di Crescenzio e Teodora, per controllare gli antichi mulini di Roma e il Ponte Emilio, sul cui transito la famiglia faceva pagare un pedaggio. L'edificio ha due piani (attualmente restano il piano terra e parte del piano superiore) e secondo le usanze dell'epoca, la struttura incorpora numerosi elementi architettonici di antichi edifici romani, tra cui le pareti, probabilmente resti di un bagno bizantino. La sovrapposizione caotica di stili e elementi è evidente nei  capitelli in argilla sopra semicolonne sul lato sinistro, nelle mensole con cupidi, nel cornicione con beccatelli e nei resti della struttura a sbalzo, elementi che mostrano le numerose ristrutturazioni dell'edificio. Nelle parole di Jeremiah Donovan, "La casa è costruita di mattoni e modificata dalla decorazione, costituita da frammenti eterogenei di sculture antiche in marmo e semicolonne barbare e pilastri in mattoni gettati insieme, senza alcun riguardo per il buon gusto e dei principi di architettura" ("Rome Ancient and Modern", 1844). Ancora oggi gli archeologi non sono stati in grado di identificare esattamente tutti i vecchi edifici da cui sono stati ricavati questi elementi.
Il popolo della città chiamò la struttura "Tor Crescenzia", un misto di palazzo e torre medievale, e il nome continuò anche dopo che la torre crollò nel 1312 durante i conflitti avvenuti nell'arrivo di Arrigo VII. Rimase in piedi solo la casa. Una lunga iscrizione latina, dettata dallo stesso Niccolò di Crescenzio, è stata collocata sulla cornice curvilinea del portale di ingresso:
( )
Il termine latino "mansio" presente in questa iscrizione ha dato origine al nome "Tor Monzone", che fu usato per riferirsi all'edificio.
Nel corso dei secoli, la casa ha avuto anche altri nomi come Casa di Cola di Rienzo a causa della somiglianza tra il nome di Niccolò di Crescenzio e Cola di Rienzo, che abitava nelle vicinanze, e Casa di Pilato, perché durante le rappresentazioni della Via Crucis, vi era rappresentata la casa di Ponzio Pilato. 
Nella struttura ci sono anche altre iscrizioni, come una serie di lettere la cui interpretazione non è certa, nonostante i molti tentativi moderni di tradurla. Un'altra, che si trova su una piccola finestra e collocato a lato del portale d'ingresso ("ADSUM ROMANIS GRANDIS HONOR POPULIS / INDICAT EFFIGIES QUIS ME P[ER]FECERIT AUCTOR: "Qui c'è grande onore per il popolo romano e l'effigie indica che mi ha costruito"), e una seconda a metà della facciata ("VOS QUI TRANSITIS HEC OPTIMA TECTA QUIRITIS / HAC TEMPTATE DOMO OS NICOLAUS HOMO", "Voi che passate presso questa splendida casa, o quiriti, sappiate che Niccolò è l'uomo di questa casa").

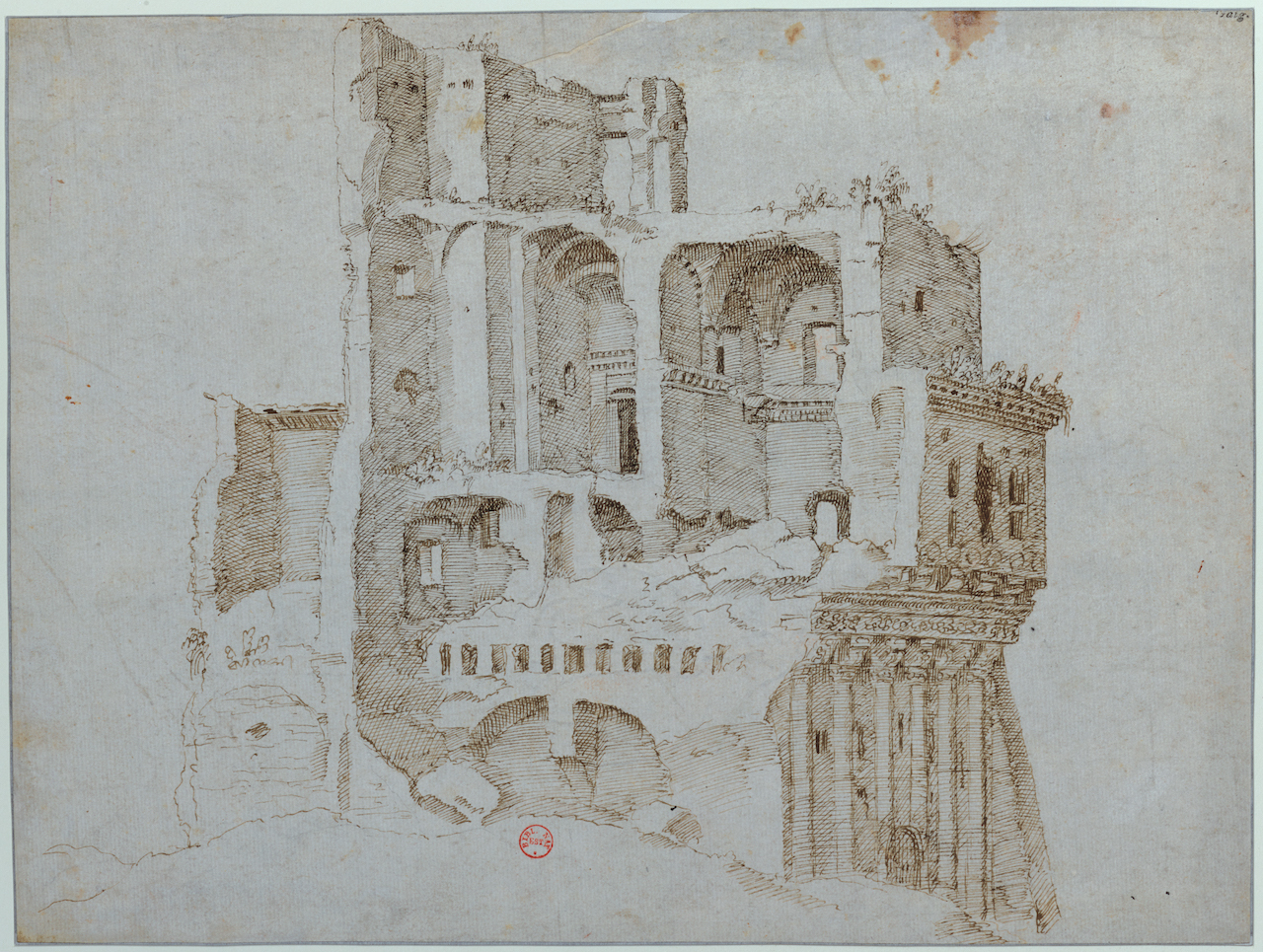
Maarten van Heemskerck, “Les ruines de la Casa dei Crescenzi”, XVI secolo

## Utilizzi successivi
L'edificio fu abbandonato nel XV secolo, come rivela la completa assenza di interventi successivi, ma fu successivamente utilizzato come stalla con un fienile annesso. Nel 1868, l'edificio fu acquistato dal governo pontificio e in seguito fu ceduto al Comune di Roma.
Durante i lavori degli anni 1930 destinati a "liberare" il monte Capitolino dai suoi dintorni medievali e aprire uno spazio per la costruzione di nuovi edifici e l'apertura di nuove strade destinate a far scorrere il traffico della città (come via del Teatro di Marcello e via Luigi Petroselli), quasi tutta la zona circostante la Casa dei Crescenzi nel Foro Boario fu demolita.
Oggi l'inizio di via Petroselli a piazza Bocca della Verità è segnato dalla Casina dei Pierleoni, dalla parte della chiesa di San Giorgio in Velabro, e dalla Casa dei Crescenzi in direzione del Tevere, in un contesto urbano completamente diverso da quello dell'epoca. Nel 1939 la casa fu restaurata dalla Comune per usi ufficiali. Da allora ospita il "Centro di Studi per la Storia dell’Architettura".
L'edificio è solitamente chiuso al pubblico, e visitabile solo in occasioni speciali o su appuntamento.